# Paul Brochart
Paul Brochart, född 22 april 1899, död 22 december 1971, var en friidrottare från Belgien. Han deltog vid olympiska sommarspelen 1920, olympiska sommarspelen 1924 och olympiska sommarspelen 1928.